# Defensie (landsverdediging)

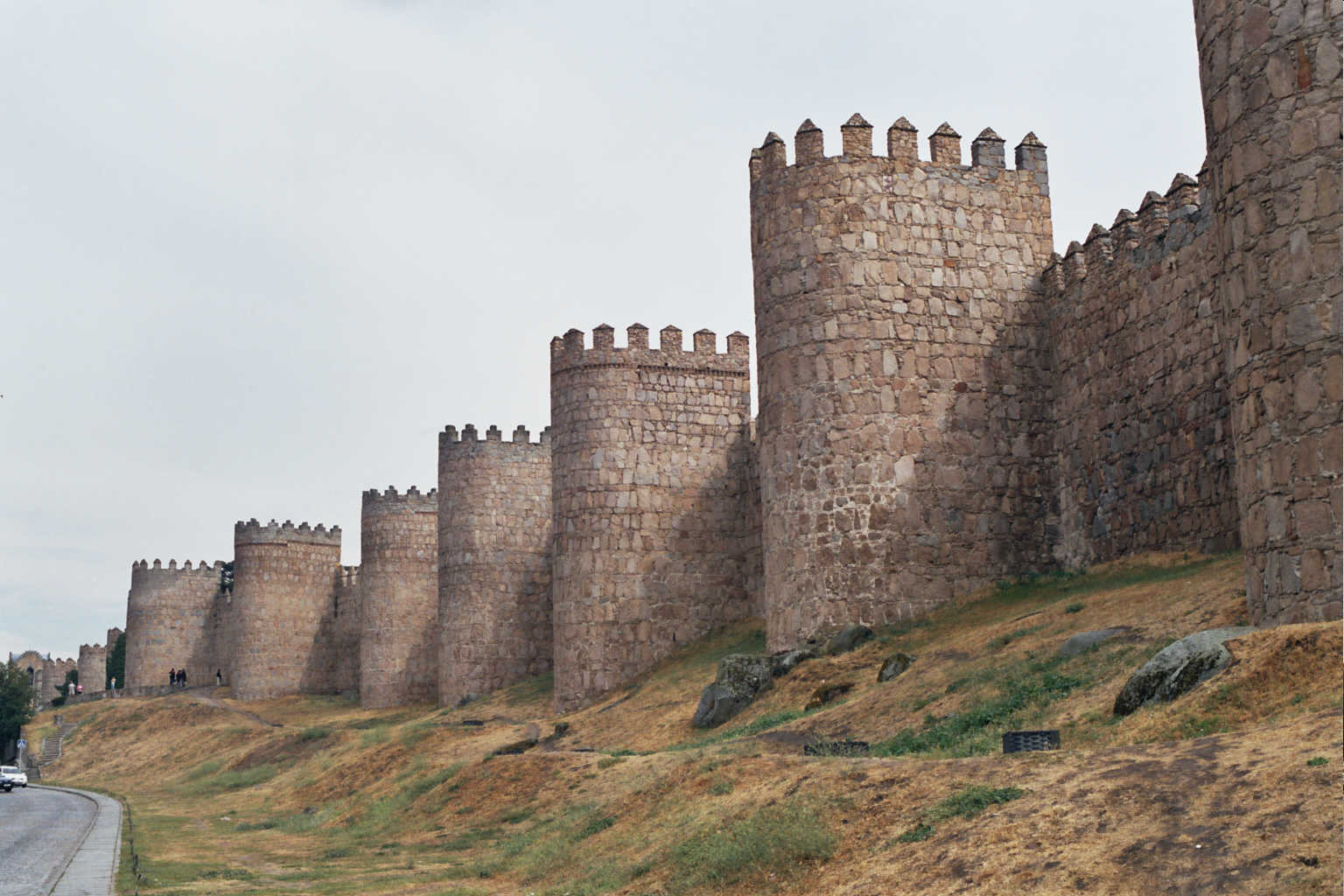
Verdedigingsmuur in Ávila

Defensie is het door de overheid verdedigen van het eigen grondgebied tegen een vijandig land dat dat grondgebied of een gedeelte ervan probeert te confisqueren. Hiertoe kan de overheid passieve defensie of actieve defensie inzetten.

## Passieve defensie
Passieve defensie bestaat uit verdedigingsmuren, hekwerken, grachten en dergelijke. Deze middelen waren vooral effectief in de tijd van voor de gevechtsvliegtuigen. Zo waren kastelen voorzien van een slotgracht. Wanneer de ophaalbrug werd opgehaald, was het voor een eventuele vijand nauwelijks nog mogelijk het kasteel binnen te dringen.

## Actieve defensie
Voor actieve defensie maakt een overheid gebruik van een krijgsmacht. Meestal is een krijgsmacht onderverdeeld in landmacht, marine en luchtmacht, soms aangevuld met andere krijgsmachtdelen.

## Defensie-industrie
De defensie-industrie is de wereldwijde industrie en handel, die wapens en militaire goederen en technologie produceert en verkoopt. Het bestaat uit de overheid en de commerciële industrie, die betrokken zijn bij onderzoek, ontwikkeling, productie en onderhoud van militair materiaal, apparatuur en faciliteiten. Producten zijn onder andere geweren, munitie, raketten, militaire vliegtuigen, militaire voertuigen, schepen, elektronische systemen, en nog veel meer. De defensie-industrie doet ook belangrijke inspanning in onderzoek en ontwikkeling.